# Fallschirmjäger-Brigade Ramcke
 (juin 2010).
La Fallschirmjäger-Brigade Ramcke est une brigade d'élite de parachutistes allemands de la Luftwaffe qui a été engagée dans les campagnes d'Afrique et du Moyen-Orient durant la Seconde Guerre mondiale. Elle a porté successivement les noms de Fallschirmjäger-Brigade Ramcke, Fallschirmjäger-Brigade Afrika, Fallschirmjäger-Brigade Ramcke à nouveau et Luftwaffen-Jäger-Brigade 1.

## Histoire
À la suite du succès coûteux de l'Opération Merkur, l'assaut aéroporté sur l'île de Crète en 1941, plusieurs unités de Fallschirmjäger sont regroupées dans une brigade sous les ordres d'un commandant chevronné, l'Oberst Hermann-Bernhard Ramcke. La brigade est mise sur pied pour prendre part à l'Opération Herkules dont l'objectif est l'invasion de l'île de Malte.

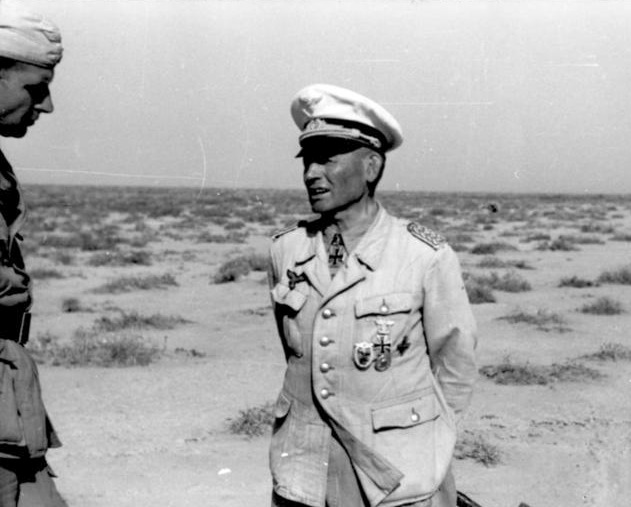
Hermann-Bernhard Ramcke, commandant de la brigade, en Afrique du Nord en 1942

En avril 1942, la brigade est renommée Fallschirmjäger-Brigade Ramcke. Après l'annulation de l'opération Herkules en juillet 1942, la brigade est envoyée en Afrique du Nord pour combattre aux côtés de l'Afrikakorps d'Erwin Rommel. La brigade est parfaitement opérationnelle d'après les dires de David Stirling du Special Air Service, à la suite d'un accrochage entre parachutistes allemands et forces spéciales britanniques. L'unité de Ramcke fait partie du fer de lance de l'offensive du DAK vers le canal de Suez, combattant côte à côte avec la 25e division d'Infanterie italienne Bologne avant que les forces de l'Axe soient arrêtées par les Britanniques devant la ville d'El-Alamein.
La brigade est engagée dans la seconde bataille d'El Alamein. Elle est positionnée au Sud du front, en soutien aux divisions italiennes Brescia et Pavia. Pendant la retraite allemande, la brigade est coupée du gros du DAK car elle ne dispose pas de véhicules. Elle se retrouve derrière les lignes ennemies et est déclarée comme perdue par l'état-major allemand. En dépit de cela, le 3 novembre 1942, elle commence à marcher vers l'Ouest pour rejoindre les forces de l'Axe en retraite. Dans la nuit du 6 au 7 novembre, elle tombe sur un convoi de ravitaillement de la 8e armée britannique composé d'un grand nombre de véhicules de transport. Le convoi est capturé par la brigade.
Maintenant complètement motorisée, la brigade continue à faire mouvement vers l'Ouest. L'unité de transport qu'ils ont détournée s’avère être le convoi de ravitaillement d'une division blindée alliée et, en plus des camions eux-mêmes, les hommes de Ramcke capturent quantités de carburant, d'eau, de nourriture et de cigarettes. La brigade parvient à rejoindre le reste des forces allemandes en retraite après avoir parcouru plus de 300 kilomètres. À la suite de cet exploit, le Generalmajor Ramcke reçoit la Croix de chevalier de la croix de fer avec feuilles de chêne. Après avoir combattu durant la retraite des forces de l'Axe à travers la Libye, la brigade est envoyée en Tunisie pour récupérer et se reconstituer. 
La brigade est une nouvelle fois renommée Luftwaffen-Jäger-Brigade 1, et, après une brève période de repos, elle est rappelée en première ligne face à l'avancée des forces alliées en Tunisie. Ramcke est rappelé en Europe le 18 novembre 1942 et le commandement passe au Major Hans Kroh, un des commandants de bataillon de la brigade. La brigade est engagée dans un combat intense contre les Britanniques dans les terrains montagneux du Sud de la Tunisie. La brigade continue à lutter jusqu'à la capitulation de la Panzerarmee Afrika en mai 1943, date où les derniers survivants capitulent face aux Alliés.
Un vétéran de la Brigade Ramcke, Frederich-August von der Heydte, a continué à commander le Fallschirmjäger Regiment 6 près de Carentan en 1944, durant la Bataille de Normandie. Ramcke lui-même fut nommé à la tête de la défense de Brest, qu'il tiendra jusqu'au 20 septembre 1944, et fut responsable de l'évacuation de plus de 40 000 Brestois en vue des combats dont Brest pourrait être le théâtre.

## Commandants
- General der Fallschirmtruppen Hermann-Bernhard Ramcke (1er avril 1942 - 18 novembre 1942)
- Oberstleutnant Hans Kroh (18 novembre 1942 - 18 février 1943)

## Ordre de bataille - Juillet 1942
- Brigadestab
- I./Fallschirmjäger-Regiment 2 - Major Kroh
- I./Fallschirmjäger-Regiment 3 - Major von der Heydte
- II./Fallschirmjäger-Battalion 5 - Major Hubner
- Fallschirmjäger-Lehr-Battalion/XI.Flieger-Korps - Major Burckhardt
- II./Fallschirm-Artillerie-Regiment
- Pionier-Kompanie - Dr Cord Tietjen
- Panzerjäger-Kompanie (12x 3,7 cm PaK 35/36)